# Open64
Open64 — открытый оптимизирующий компилятор под архитектуры Intel IA-64 (Itanium) и AMD64 (x86_64). Представляет собой ответвление компилятора фирмы SGI для MIPS-процессора R10000. Open64 был выпущен под лицензией GPL в 2000 году, и сейчас чаще всего устанавливается на исследовательских платформах и в организациях, занимающихся исследованиями компиляторов и компьютерных архитектур. Open64 распространяется под лицензией GPL. Open64 поддерживает языки Фортран 77/95 и Си / Си++; также поддерживает API OpenMP для программирования кроссплатформенных многопоточных приложений с разделяемой памятью. Компилятор обеспечивает высококачественный межпроцедурный анализ, анализ потока данных, анализ зависимости по данным и контроль границ массивов.

## Инфраструктура
Основные компоненты инфраструктуры поддерживают внутреннее представление для языков Си / Си++ (используя компилятор gcc) и Фортран 77/90 (используя компилятор CraySoft), межпроцедурный анализ, оптимизацию вложенных циклов, глобальную оптимизацию и кодогенерацию. Несмотря на то, что для простых компьютеров разработки Open64 находятся на начальной стадии, они уже доказали, что способны генерировать код для архитектур CISC, RISC и VLIW, включая MIPS, x86, IA-64, ARM и других.

## Версии
Оригинальная версия Open64 была выпущена в 2002 году. Она была лишена некоторых важных оптимизаций, в частности, продвинутого кодогенератора с поддержкой software pipelining, и поддерживала лишь упрощенный генератор машинного кода для Itanium. Полнофункциональный вариант компилятора, MIPSPro, был доступен лишь под коммерческой лицензией как компилятор Blackbird от Reservoir Labs. Описание исключенного кодогенератора приводится в статье Showdown Архивная копия от 6 марта 2021 на Wayback Machine. В частности, на базе Blackbird был создан компилятор для чипов TILE64 компании Tilera.
Open64 продолжил развитие в множестве версий, каждое из ответвлений имеет собственные достоинства и ограничения. Классическая ветвь Open64 развивается как Open Research Compiler (ORC) и поддерживает компиляцию только для платформы Itanium (IA-64), этот вариант финансировался Intel. В 2003 году ORC прекратил развитие, код, унаследованный от проекта Intel ORC, поддерживается Hewlett Packard и университетом Делавэра (лаборатория CAPSL - Computer Architecture and Parallel Systems Laboratory).
Собственные версии компиляторов на базе Open64 выпускала Tensilica.
AMD создала "x86 Open64 Compiler Suite" на базе варианта Open64.
Nvidia использовала вариант Open64 в наборе компиляторов для GPGPU интерфейса CUDA.

### Выпуски Open64
| Версия | Дата выхода |
| ------ | ----------- |
| 5.0    | 2011-11-10  |
| 4.2.4  | 2011-04-12  |
| 4.2.3  | 2010-04-09  |
| 4.2.1  | 2008-12-08  |
| 4.2    | 2008-10-01  |
| 4.1    | 2007-12-03  |
| 4.0    | 2007-06-15  |
| 3.1    | 2007-04-13  |
| 3.0    | 2006-11-22  |
| 2.0    | 2006-10-02  |
| 1.0    | 2006-09-22  |
| 0.16   | 2003-07-07  |
| 0.15   | 2002-11-30  |
| 0.14   | 2002-03-04  |
| 0.13   | 2002-01-10  |

### Выпуски AMD x86 Open64
| Версия  | Дата выхода |
| ------- | ----------- |
| 4.5.2.1 | 2013-03-28  |
| 4.5.2   | 2012-08-08  |
| 4.5.1   | 2011-12-19  |
| 4.2.4   | 2010-06-29  |
| 4.2.3.2 | 2010-05-17  |
| 4.2.3.1 | 2010-01-29  |
| 4.2.3   | 2009-12-11  |
| 4.2.2.3 | 2009-11-23  |
| 4.2.2.2 | 2009-08-31  |
| 4.2.2.1 | 2009-06-03  |
| 4.2.2   | 2009-04-24  |